# Frau fährt, Mann schläft
Frau fährt, Mann schläft ist ein deutscher Film von Rudolf Thome. Er hatte seine Premiere am 26. Juni 2004 beim Filmfest München und startete am 4. November 2004 in den Kinos. Der Film bildet das Mittelstück der Trilogie „Zeitreisen“, die mit Rot und Blau (2003) und Rauchzeichen (2006) vollständig ist.

## Handlung
Der Professor der Philosophie Anton Bogenbauer und die Zahnärztin Sue Süssmilch schaffen es, ihr erfülltes Berufsleben mit der Familie in Einklang zu bringen. Die jüngste Tochter stellt ihre Familie in einer Talkshow sogar als beispielhaft glückliche Familie vor. Ihr ältester Bruder Thomas kämpft unterdessen vergeblich um die Gefühle seiner Freundin Jenny. Beim letzten Versuch, sie für sich zu gewinnen, ist er zusammengebrochen. Durch seinen Krankenhausaufenthalt wird die Ordnung der Familie zunehmend aus dem Gleichgewicht gebracht. Sue Süssmilch erkennt zudem, dass sie sich in einen anderen Mann verliebt hat, während Anton ebenfalls in einer Affäre steckt mit Aussicht auf ein weiteres Kind. Als Thomas plötzlich stirbt, wird Sue klar, dass sie ihr Leben ändern muss.

## Kritik
Der Filmdienst schreibt, Frau fährt, Mann schläft sei ein „subtiler, darstellerisch hervorragender Film über die Brüchigkeit des Glücks, der sich über das Ehedrama zur komplexen philosophischen Studie weitet“. Rudolf Thome ermögliche einen „präzisen Blick in seine phänomenologische Poetik und verhandelt zugleich ebenso ernsthaft wie distanziert-amüsiert ‚letzte Dinge‘ im Rhythmus von Werden und Vergehen“.